# Bio Rex
BioRex Cinemas är en finländsk biografkedja, som har sitt säte i kultur- och kongresscentret Verkatehdas i Tavastehus. Svenska Bio är BioRex Cinemas moderbolag. Kedjan har ett 100-tal medarbetare, varav cirka 90 % är anställda hos företagets biografer.
BioRex Cinemas har 14 biografer i Helsingfors (i köpcentren Mall of Tripla i Mellersta Böle och Redi i Fiskehamnen), Borgå, Hyvinge, Riihimäki, Tavastehus, Kajana, Seinäjoki, Vasa, Jakobstad, Torneå och Rovaniemi. Kedjan öppnade tre underjordiska salonger i Kulturkasernen i Helsingfors 2023.

## Alla teatrarna
- Helsinki (Kulttuurikasarmi)
- Helsinki (Lasipalatsi)
- Helsinki (Tripla)
- Helsinki (Redi)
- Hämeenlinna
- Hyvinkää
- Kajaani
- Pietarsaari
- Porvoo
- Riihimäki
- Rovaniemi
- Seinäjoki
- Tornio
- Vaasa